# 이브의 눈물
《이브의 눈물》은 1989년 2월 24일에 방영한 KBS 드라마게임이다.

## 줄거리
혜원은 5개월 전 중매로 만난 영후와 한달 후에 결혼할 예정인데, 두 사람은 서로 5년지기처럼 느껴질 만큼 어울리는 짝이었다. 혜원은 자기주장이 뚜렷하고 직선적인데, 시어머니로부터 예단에 대해 말을 듣다가 자신이 소심껏 준비하겠노라고 일방적으로 말해 분위기가 불편해진다. 이 사실을 전해들은 혜원의 부모는 즉시 가서 사과하도록 혜원을 애써 타이르나, 혜원은 한참만에 모친을 따라가 사과한다. 그러나 시누이가 예단을 구입할 때 함께 다니겠다고 해서 다시 한 번 갈등이 일어나고, 영후가 혼수 장만에 보태라며 돈까지 주자 더 이상 혜원은 참을 수 없다. 결국 혜원은 영후를 만나 약혼사진을 찢으며 헤어지자 선언하고, 영후는 혜원을 붙잡고 사랑하기 때문에 헤어질 수 없다고 말한다.

## 등장 인물

### 주요 인물
- 최화정 : 혜원 역
- 임혁주 : 영후 역

### 그 외 인물
- 오승룡 : 혜원의 아버지 역
- 박주아 : 혜원의 어머니 역
- 김소원 : 영후의 어머니 역
- 전원주 : 중매쟁이 역
- 허진 : 영후의 고모 역
- 정재순 : 영후의 큰누나 역
- 남윤정 : 영후의 누나 역
- 손해경
- 김보미 : 혜원의 올케 역
- 김경하 : 혜원의 오빠 역
- 이필수
- 박철
- 이예자